# Marcos Rojo
Faustino Marcos Alberto Rojo (La Plata, 20 de marzo de 1990) es un futbolista argentino. Juega de defensor central en Racing Club de la Primera División de Argentina. Fue internacional absoluto con la selección de fútbol de Argentina.

## Trayectoria

### Estudiantes de la Plata
Salido de la cantera del club «león», debutó en el año 2008 en el partido Colón 0 - Estudiantes de La Plata 1 de la Primera División de Argentina.
Alejandro Sabella lo convocó para disputar el Mundial de Clubes 2009 disputando el partido final frente al Fútbol Club Barcelona. Finalmente Estudiantes sería subcampeón del mundo.
En el club platense permaneció hasta el Torneo Apertura 2010 para luego, con 20 años dar el salto al fútbol ruso.

### Spartak de Moscú

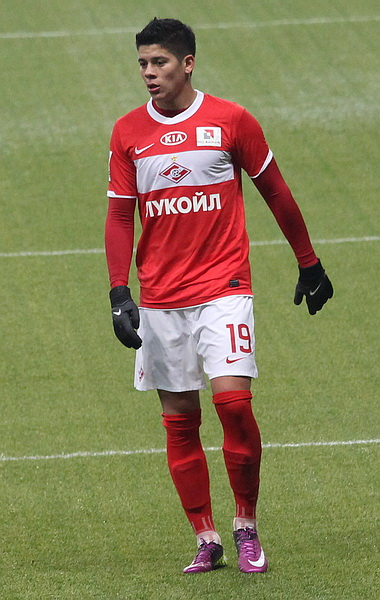
Rojo con el Spartak de Moscú.

En diciembre de 2010 fue transferido al FC Spartak de Moscú de Rusia, que pago dos millones de euros por su transferencia. Convirtió su único gol en este equipo el 20 de abril de 2011, abriendo el marcador para la victoria de su escuadra por 2-1 sobre el Krasnodar, por los cuartos de final de la Copa de Rusia. Permaneció en el club hasta cumplir los 22 años, para luego emigrar al fútbol portugués.

### Sporting de Lisboa
Luego de dos años en el club, en julio de 2012 es transferido al Sporting de Lisboa de Portugal. por £3.5 millones. Debuta en el equipo el 19 de agosto de 2012, jugando el partido entero y recibiendo una tarjeta amarilla en el empate final por 0-0 con Vitória. Marcó su primer gol en el club el 28 de abril de 2013, en la victoria por 2-1 sobre Nacional.
Recibió su primera tarjeta roja en un partido de Liga contra el FC Porto el 7 de octubre de 2012, recogiendo dos amonestaciones en tres minutos, ya que el Sporting cayó por 2-0. Rojo jugó casi siempre de defensa central en su primera temporada en Portugal, de vez en cuando era lateral izquierdo, ya que el equipo tuvo una relativamente mala temporada, terminando séptimo en la liga.
En el segundo partido de la temporada 2013-14, Rojo anotó su primer gol de la temporada, anotando el segundo gol del Sporting en su victoria 4-0 sobre Académica de Coimbra. El 19 de abril de 2014, Rojo fue expulsado en un partido de Primeira Liga contra Os Belenenses, pero Sporting celebran una victoria por 1-0. En una temporada mejorado, él contribuyó seis goles con Sporting terminando como subcampeón.

### Manchester United
Luego de 2 años en el Sporting de Lisboa es transferido al Manchester United por 20 millones de euros y el préstamo de una temporada del jugador Nani.
El 14 de septiembre hizo su debut en Old Trafford donde United ganó por primera vez en la temporada, jugando la totalidad de la victoria 4-0 sobre el Queens Park Rangers. Rojo salió en camilla en la derrota por 1-0 del United en el derbi de Mánchester el 2 de noviembre, obteniendo una lesión en el hombro por una acción con su compatriota Martín Demichelis. Más tarde se confirmó que se había dislocado el hombro, añadiendo a las lesiones defensivas junto a Jonny Evans y Phil Jones.
Convierte su primer gol el 3 de febrero de 2015, marcando el 2 a 0 frente al Cambridge United FC por la FA Cup, partido que terminaría 3 a 0 a favor del equipo de Mánchester. También marcó por Premier League ante Bournemouth el 4 de marzo de 2017, en un encuentro que terminó 1-1. Éste fue su primer gol en Old Trafford.

### Vuelta a Estudiantes
En enero de 2020, Rojo vuelve a Estudiantes de La Plata a préstamo por 6 meses, con la intención de mostrarse en el fútbol argentino de cara a la Copa América de ese año. Fue recibido por una multitud en el Estadio Jorge Luis Hirschi. Sin embargo, sufrió un desgarro que le impidió debutar con el pincha en ese mes. Finalmente el 17 de febrero debutó frente a Defensa y Justicia en la derrota 2-1 como local. A pesar de esto siguió acumulando lesiones que le impedían seguir jugando con regularidad. Debido a la pandemia mundial de Covid-19 y a la suspensión de la Copa de la Superliga Argentina, Rojo apenas pudo jugar un partido en su breve regreso.

### Boca Juniors
El 1 de febrero de 2021, se confirma su llegada a Boca Juniors en condición de libre, tras finalizar su vínculo con el Manchester United. Al día siguiente, en su primera conferencia de prensa, declaró que se sentía muy motivado por llegar a «el club más grande de la Argentina» y ansioso por ganar la Copa Libertadores. Sin embargo, se lesionó en su primer entrenamiento.  
Debutó oficialmente el 14 de marzo en el empate 1-1 contra River Plate, ingresando por Gonzalo Maroni. En octubre de ese mismo año convirtió su primer tanto con el Xeneize frente a Huracán. A fines de ese mismo año ganó la Copa Argentina 2019-20, su primer título con Boca. 
En abril de 2022 convirtió su segundo tanto con el Xeneize, de penal, ante Arsenal de Sarandi. En mayo de ese mismo año ganaría su segundo título con el club, esta fue la Copa de la Liga Profesional 2022. En julio marcó dos goles con la camiseta del Xeneize, estos serían uno de penal frente a Talleres de Córdoba y de afuera del área frente a su ex club Estudiantes de La Plata. También con la salida de Carlos Izquierdoz quedó como primer capitán de Boca.
Entre 2023 y 2024, Rojo quedó apartado del plantel debido a sus lesiones, su poca participación hizo que no consiga regularidad para afianzarse como central titular del equipo, su competencia más importante fue la semifinal de la Copa Libertadores 2023, dónde recibió doble amarilla y perdió el disputar la final. En 2025, Rojo viajó a disputar la Copa Mundial de Clubes de la FIFA pero quedo desplazado de su posición con las titularidades de Rodrigo Battaglia y Ayrton Costa en la línea defensiva de Boca.
El 7 de agosto de 2025 su contrato fue rescindido de común acuerdo. El 8 de agosto de 2025 llega al Racing Club en condición de agente libre.

## Selección nacional

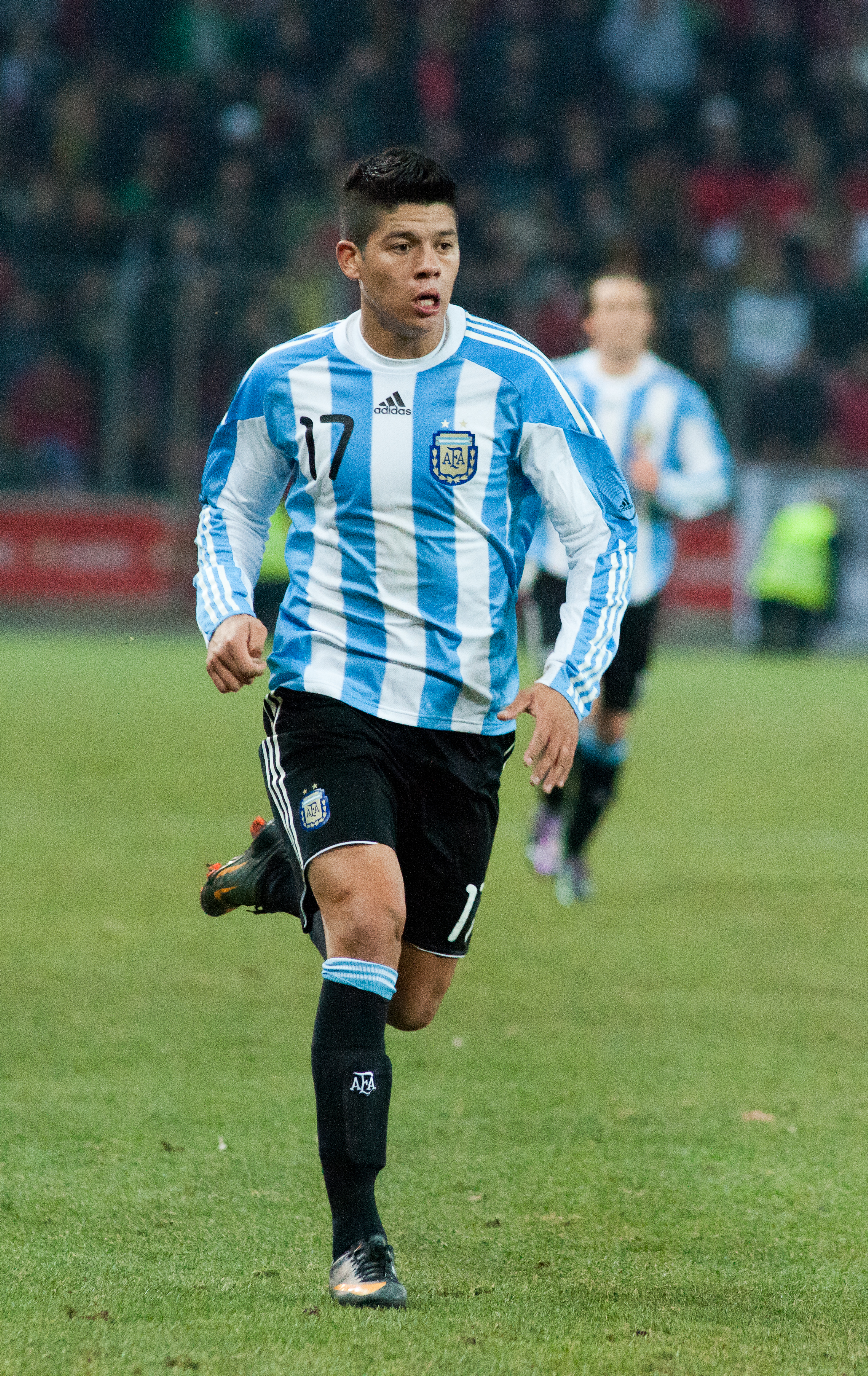
Rojo con la selección Argentina.

El 15 de noviembre de 2010 Sergio Batista lo convocó para entrenar en el predio de Ezeiza teniéndolo en cuenta como parte de la selección local.
En el año 2011, el director técnico Sergio Batista vuelve a convocarlo para jugar la Copa América 2011, en la cual debuta como titular, de marcador lateral izquierdo. Bajo la dirección técnica de Alejandro Sabella, Rojo fue titular en partidos de eliminatorias durante 2011.
Rojo llegó a la Copa Mundial de Brasil bastante criticado tanto por los hinchas como por la prensa, sin embargo el defensor tuvo una actuación notable durante todo el torneo, siendo uno de los jugadores más regulares de su equipo. Además, realizó jugadas memorables para los hinchas argentinos y que hicieron explotar a las redes sociales: despejar de rabona la pelota dentro de su área en el partido contra Bosnia y Herzegovina; su gol de rodilla contra Nigeria; y el caño que le realizó a Arjen Robben, estrella de los Países Bajos, durante el partido de semifinales.
Rojo llegó a la Copa Mundial de 2018 en Rusia tras una lesión en un partido de la Europa League que lo tuvo marginado de las canchas durante 6 meses, y fue criticado por su actuación en el primer encuentro ante Islandia. En el último partido de la fase de grupos de la Copa Mundial de Fútbol de 2018, donde el seleccionado argentino debía ganarle obligatoriamente a Nigeria, Rojo anotó el gol del triunfo al minuto 86 y su selección clasificó a octavos de final. En el partido de octavos de final la Selección Argentina perdió por 4 a 3 contra Francia y fue eliminada del Mundial (en dónde le cometió una falta a Kylian Mbappé adentro del área que Antoine Griezmann cambió por penal convirtiendo el 1-0 parcial para Los Blues).

### Participaciones en Copas Mundiales
| Mundial           | Sede   | Resultado        | Partidos | Goles |
| ----------------- | ------ | ---------------- | -------- | ----- |
| Copa Mundial 2014 | Brasil | Subcampeón       | 6        | 1     |
| Copa Mundial 2018 | Rusia  | Octavos de final | 3        | 1     |

### Participaciones en Copas América
| Copa                    | Sede           | Resultado        | Partidos | Goles |
| ----------------------- | -------------- | ---------------- | -------- | ----- |
| Copa América 2011       | Argentina      | Cuartos de final | 1        | 0     |
| Copa América 2015       | Chile          | Subcampeón       | 5        | 1     |
| Copa América Centenario | Estados Unidos | Subcampeón       | 5        | 0     |

## Estadísticas

### Clubes
La siguiente tabla detalla los encuentros disputados por Rojo en los clubes en los que ha militado.
- Actualizado al último partido jugado el 10 de mayo de 2025.

| Estudiantes de La Plata Argentina | 2008-09             | 6   | 1  | 0 | —  | — | — | 1  | 0 | 0 | 7   | 1  | 0 |
| Estudiantes de La Plata Argentina | 2009-10             | 18  | 0  | 0 | —  | — | — | 6  | 0 | 0 | 24  | 0  | 0 |
| Estudiantes de La Plata Argentina | 2010-11             | 19  | 2  | 1 | —  | — | — | 3  | 1 | 0 | 22  | 3  | 1 |
| Estudiantes de La Plata Argentina | 2019-20             | 1   | 0  | 1 | —  | — | — | —  | — | — | 1   | 0  | 1 |
| Estudiantes de La Plata Argentina | Total               | 44  | 3  | 2 | —  | — | — | 10 | 1 | 0 | 54  | 4  | 2 |
| Spartak de Moscú · Rusia | 2010-11             | 3   | 0  | 1 | 2  | 1 | 0 | 5  | 0 | 0 | 10  | 1  | 1 |
| Spartak de Moscú · Rusia | 2011-12             | 5   | 0  | 0 | 1  | 0 | 0 | 1  | 0 | 0 | 7   | 0  | 0 |
| Spartak de Moscú · Rusia | Total               | 8   | 0  | 1 | 3  | 1 | 0 | 6  | 0 | 0 | 17  | 1  | 1 |
| Sporting de Lisboa Portugal | 2012-13             | 24  | 1  | 1 | 2  | 0 | 0 | 7  | 0 | 0 | 33  | 1  | 1 |
| Sporting de Lisboa Portugal | 2013-14             | 24  | 4  | 0 | 4  | 2 | 0 | —  | — | — | 28  | 6  | 0 |
| Sporting de Lisboa Portugal | Total               | 48  | 5  | 1 | 6  | 2 | 0 | 7  | 0 | 0 | 61  | 7  | 1 |
| Manchester United F. C. Inglaterra | 2014-15             | 22  | 0  | 0 | 4  | 1 | 0 | —  | — | — | 26  | 1  | 0 |
| Manchester United F. C. Inglaterra | 2015-16             | 16  | 0  | 1 | 5  | 0 | 0 | 7  | 0 | 1 | 28  | 0  | 2 |
| Manchester United F. C. Inglaterra | 2016-17             | 21  | 1  | 0 | 10 | 0 | 1 | 10 | 0 | 0 | 41  | 1  | 1 |
| Manchester United F. C. Inglaterra | 2017-18             | 9   | 0  | 0 | 2  | 0 | 1 | 1  | 0 | 0 | 12  | 0  | 1 |
| Manchester United F. C. Inglaterra | 2018-19             | 5   | 0  | 0 | —  | — | — | 1  | 0 | 0 | 6   | 0  | 0 |
| Manchester United F. C. Inglaterra | 2019-20             | 3   | 0  | 0 | 2  | 0 | 0 | 4  | 0 | 0 | 9   | 0  | 0 |
| Manchester United F. C. Inglaterra | 2020-21             | —   | —  | — | —  | — | — | —  | — | — | —   | —  | — |
| Manchester United F. C. Inglaterra | Total               | 76  | 1  | 1 | 23 | 1 | 2 | 23 | 0 | 1 | 122 | 2  | 4 |
| C. A. Boca Juniors Argentina | 2021                | 16  | 1  | 0 | 11 | 0 | 0 | 3  | 0 | 0 | 30  | 1  | 0 |
| C. A. Boca Juniors Argentina | 2022                | 11  | 3  | 0 | 15 | 2 | 0 | 3  | 0 | 0 | 29  | 5  | 0 |
| C. A. Boca Juniors Argentina | 2023                | —   | —  | — | 10 | 1 | 0 | 6  | 0 | 0 | 16  | 1  | 0 |
| C. A. Boca Juniors Argentina | 2024                | 16  | 0  | 0 | 10 | 0 | 0 | 4  | 1 | 0 | 30  | 1  | 0 |
| C. A. Boca Juniors Argentina | 2025                | 12  | 1  | 0 | 0  | 0 | 0 | 1  | 0 | 0 | 13  | 1  | 0 |
| C. A. Boca Juniors Argentina | Total               | 55  | 5  | 0 | 46 | 3 | 0 | 17 | 1 | 0 | 118 | 9  | 0 |
| Racing Club Argentina | 2025                | 0   | 0  | 0 | 0  | 0 | 0 | 0  | 0 | 0 | 0   | 0  | 0 |
| Racing Club Argentina | Total               | 0   | 0  | 0 | 0  | 0 | 0 | 0  | 0 | 0 | 0   | 0  | 0 |
| Total en su carrera | Total en su carrera | 231 | 14 | 5 | 78 | 7 | 2 | 63 | 3 | 1 | 372 | 23 | 8 |
| (1) Incluye datos de Copa Argentina, Copa de Rusia, Copa de Portugal, Copa de la Liga de Portugal, FA Cup, League Cup, Community Shield, Copa de la Liga Profesional y Supercopa Argentina. (2) Incluye datos de Copa Libertadores, Copa Sudamericana, Recopa Sudamericana, Liga Europa, Liga de Campeones y Mundial de Clubes. |                     |     |    |   |    |   |   |    |   |   |     |    |   |

### Selección
La siguiente tabla detalla los encuentros disputados y los goles marcados por Rojo en la selección argentina absoluta.
| \| Fecha \| Ciudad \| Local \| Resultado \| Visitante \| Competencia \| Goles \| \| ---------- \| ------------------ \| -------------- \| ----------- \| -------------------- \| -------------------------- \| ----- \| \| 09-02-2011 \| Carouge \| Argentina \| 2:1 \| Portugal \| Amistoso \| 0 \| \| 26-03-2011 \| Nueva Jersey \| Estados Unidos \| 1:1 \| Argentina \| Amistoso \| 0 \| \| 29-03-2011 \| San José \| Costa Rica \| 0:0 \| Argentina \| Amistoso \| 0 \| \| 20-06-2011 \| Buenos Aires \| Argentina \| 4:0 \| Albania \| Amistoso \| 0 \| \| 01-07-2011 \| La Plata \| Argentina \| 1:1 \| Bolivia \| Copa América 2011 \| 0 \| \| 02-09-2011 \| Calcuta \| Argentina \| 1:0 \| Venezuela \| Amistoso \| 0 \| \| 06-09-2011 \| Daca \| Argentina \| 3:1 \| Nigeria \| Amistoso \| 0 \| \| 07-10-2011 \| Buenos Aires \| Argentina \| 4:1 \| Chile \| Clasificación Mundial 2014 \| 0 \| \| 11-10-2011 \| Puerto La Cruz \| Venezuela \| 1:0 \| Argentina \| Clasificación Mundial 2014 \| 0 \| \| 15-08-2012 \| Fráncfort del Meno \| Alemania \| 1:3 \| Argentina \| Amistoso \| 0 \| \| 07-09-2012 \| Córdoba \| Argentina \| 3:1 \| Paraguay \| Clasificación Mundial 2014 \| 0 \| \| 11-09-2012 \| Lima \| Perú \| 1:1 \| Argentina \| Clasificación Mundial 2014 \| 0 \| \| 12-10-2012 \| Mendoza \| Argentina \| 3:0 \| Uruguay \| Clasificación Mundial 2014 \| 0 \| \| 14-11-2012 \| Riad \| Arabia Saudita \| 0:0 \| Argentina \| Amistoso \| 0 \| \| 22-03-2013 \| Buenos Aires \| Argentina \| 3:0 \| Venezuela \| Clasificación Mundial 2014 \| 0 \| \| 07-06-2013 \| Buenos Aires \| Argentina \| 0:0 \| Colombia \| Clasificación Mundial 2014 \| 0 \| \| 11-06-2013 \| Quito \| Ecuador \| 1:1 \| Argentina \| Clasificación Mundial 2014 \| 0 \| \| 11-10-2013 \| Buenos Aires \| Argentina \| 3:1 \| Perú \| Clasificación Mundial 2014 \| 0 \| \| 18-11-2013 \| San Luis \| Argentina \| 2:0 \| Bosnia y Herzegovina \| Amistoso \| 0 \| \| 05-03-2014 \| Bucarest \| Rumania \| 0:0 \| Argentina \| Amistoso \| 0 \| \| 04-06-2014 \| Buenos Aires \| Argentina \| 3:0 \| Trinidad y Tobago \| Amistoso \| 0 \| \| 15-06-2014 \| Río de Janeiro \| Argentina \| 2:1 \| Bosnia y Herzegovina \| Copa Mundial 2014 \| 0 \| \| 21-06-2014 \| Belo Horizonte \| Argentina \| 1:0 \| Irán \| Copa Mundial 2014 \| 0 \| \| 25-06-2014 \| Porto Alegre \| Nigeria \| 2:3 \| Argentina \| Copa Mundial 2014 \| 1 \| \| 01-07-2014 \| São Paulo \| Argentina \| 1:0 \| Suiza \| Copa Mundial 2014 \| 0 \| \| 09-07-2014 \| São Paulo \| Países Bajos \| (2) 0:0 (4) \| Argentina \| Copa Mundial 2014 \| 0 \| \| 13-07-2014 \| Río de Janeiro \| Alemania \| 1:0 \| Argentina \| Copa Mundial 2014 \| 0 \| \| 03-09-2014 \| Düsseldorf \| Alemania \| 2:4 \| Argentina \| Amistoso \| 0 \| \| 11-10-2014 \| Pekín \| Brasil \| 2:0 \| Argentina \| Amistoso \| 0 \| \| 31-03-2015 \| Nueva Jersey \| Argentina \| 2:1 \| Ecuador \| Amistoso \| 0 \| \| 06-06-2015 \| San Juan \| Argentina \| 5:0 \| Bolivia \| Amistoso \| 0 \| \| 13-06-2015 \| La Serena \| Argentina \| 2:1 \| Paraguay \| Copa América 2015 \| 0 \| \| 16-06-2015 \| La Serena \| Argentina \| 1:0 \| Uruguay \| Copa América 2015 \| 0 \| \| 20-06-2015 \| Viña del Mar \| Argentina \| 1:0 \| Jamaica \| Copa América 2015 \| 0 \| \| 26-06-2015 \| Viña del Mar \| Argentina \| (5) 0:0 (4) \| Colombia \| Copa América 2015 \| 0 \| \| 30-06-2015 \| Concepción \| Argentina \| 6:1 \| Paraguay \| Copa América 2015 \| 1 \| \| 04-07-2015 \| Santiago de Chile \| Chile \| (4) 0:0 (1) \| Argentina \| Copa América 2015 \| 0 \| \| 04-09-2015 \| Houston \| Argentina \| 7:0 \| Bolivia \| Amistoso \| 0 \| \| 08-09-2015 \| Dallas \| Argentina \| 2:2 \| México \| Amistoso \| 0 \| \| 13-11-2015 \| Buenos Aires \| Argentina \| 1:1 \| Brasil \| Clasificación Mundial 2018 \| 0 \| \| 17-11-2015 \| Barranquilla \| Colombia \| 0:1 \| Argentina \| Clasificación Mundial 2018 \| 0 \| \| 24-03-2016 \| Santiago de Chile \| Chile \| 1:2 \| Argentina \| Clasificación Mundial 2018 \| 0 \| \| 29-03-2016 \| Córdoba \| Argentina \| 2:0 \| Bolivia \| Clasificación Mundial 2018 \| 0 \| \| 27-05-2016 \| San Juan \| Argentina \| 1:0 \| Honduras \| Amistoso \| 0 \| \| 06-06-2016 \| Santa Clara \| Argentina \| 2:1 \| Chile \| Copa América 2016 \| 0 \| \| 11-06-2016 \| Chicago \| Argentina \| 5:0 \| Panamá \| Copa América 2016 \| 0 \| \| 18-06-2016 \| Foxborough \| Argentina \| 4:1 \| Venezuela \| Copa América 2016 \| 0 \| \| 21-06-2016 \| Houston \| Estados Unidos \| 0:4 \| Argentina \| Copa América 2016 \| 0 \| \| 26-06-2016 \| East Rutherford \| Chile \| (4) 0:0 (2) \| Argentina \| Copa América 2016 \| 0 \| \| 06-09-2016 \| Mérida \| Venezuela \| 2:2 \| Argentina \| Clasificación Mundial 2018 \| 0 \| \| 27-03-2018 \| Madrid \| España \| 6:1 \| Argentina \| Amistoso \| 0 \| \| 30-05-2018 \| Buenos Aires \| Argentina \| 4:0 \| Haití \| Amistoso \| 0 \| \| 16-06-2018 \| Moscú \| Argentina \| 1:1 \| Islandia \| Copa Mundial 2018 \| 0 \| \| 26-06-2018 \| San Petersburgo \| Nigeria \| 1:2 \| Argentina \| Copa Mundial 2018 \| 1 \| \| Total \| \| Presencias \| 54 \| \| Goles \| 3 \| |                    |                |             |                      |                            |       |
| Fecha | Ciudad             | Local          | Resultado   | Visitante            | Competencia                | Goles |
| 09-02-2011 | Carouge            | Argentina      | 2:1         | Portugal             | Amistoso                   | 0     |
| 26-03-2011 | Nueva Jersey       | Estados Unidos | 1:1         | Argentina            | Amistoso                   | 0     |
| 29-03-2011 | San José           | Costa Rica     | 0:0         | Argentina            | Amistoso                   | 0     |
| 20-06-2011 | Buenos Aires       | Argentina      | 4:0         | Albania              | Amistoso                   | 0     |
| 01-07-2011 | La Plata           | Argentina      | 1:1         | Bolivia              | Copa América 2011          | 0     |
| 02-09-2011 | Calcuta            | Argentina      | 1:0         | Venezuela            | Amistoso                   | 0     |
| 06-09-2011 | Daca               | Argentina      | 3:1         | Nigeria              | Amistoso                   | 0     |
| 07-10-2011 | Buenos Aires       | Argentina      | 4:1         | Chile                | Clasificación Mundial 2014 | 0     |
| 11-10-2011 | Puerto La Cruz     | Venezuela      | 1:0         | Argentina            | Clasificación Mundial 2014 | 0     |
| 15-08-2012 | Fráncfort del Meno | Alemania       | 1:3         | Argentina            | Amistoso                   | 0     |
| 07-09-2012 | Córdoba            | Argentina      | 3:1         | Paraguay             | Clasificación Mundial 2014 | 0     |
| 11-09-2012 | Lima               | Perú           | 1:1         | Argentina            | Clasificación Mundial 2014 | 0     |
| 12-10-2012 | Mendoza            | Argentina      | 3:0         | Uruguay              | Clasificación Mundial 2014 | 0     |
| 14-11-2012 | Riad               | Arabia Saudita | 0:0         | Argentina            | Amistoso                   | 0     |
| 22-03-2013 | Buenos Aires       | Argentina      | 3:0         | Venezuela            | Clasificación Mundial 2014 | 0     |
| 07-06-2013 | Buenos Aires       | Argentina      | 0:0         | Colombia             | Clasificación Mundial 2014 | 0     |
| 11-06-2013 | Quito              | Ecuador        | 1:1         | Argentina            | Clasificación Mundial 2014 | 0     |
| 11-10-2013 | Buenos Aires       | Argentina      | 3:1         | Perú                 | Clasificación Mundial 2014 | 0     |
| 18-11-2013 | San Luis           | Argentina      | 2:0         | Bosnia y Herzegovina | Amistoso                   | 0     |
| 05-03-2014 | Bucarest           | Rumania        | 0:0         | Argentina            | Amistoso                   | 0     |
| 04-06-2014 | Buenos Aires       | Argentina      | 3:0         | Trinidad y Tobago    | Amistoso                   | 0     |
| 15-06-2014 | Río de Janeiro     | Argentina      | 2:1         | Bosnia y Herzegovina | Copa Mundial 2014          | 0     |
| 21-06-2014 | Belo Horizonte     | Argentina      | 1:0         | Irán                 | Copa Mundial 2014          | 0     |
| 25-06-2014 | Porto Alegre       | Nigeria        | 2:3         | Argentina            | Copa Mundial 2014          | 1     |
| 01-07-2014 | São Paulo          | Argentina      | 1:0         | Suiza                | Copa Mundial 2014          | 0     |
| 09-07-2014 | São Paulo          | Países Bajos   | (2) 0:0 (4) | Argentina            | Copa Mundial 2014          | 0     |
| 13-07-2014 | Río de Janeiro     | Alemania       | 1:0         | Argentina            | Copa Mundial 2014          | 0     |
| 03-09-2014 | Düsseldorf         | Alemania       | 2:4         | Argentina            | Amistoso                   | 0     |
| 11-10-2014 | Pekín              | Brasil         | 2:0         | Argentina            | Amistoso                   | 0     |
| 31-03-2015 | Nueva Jersey       | Argentina      | 2:1         | Ecuador              | Amistoso                   | 0     |
| 06-06-2015 | San Juan           | Argentina      | 5:0         | Bolivia              | Amistoso                   | 0     |
| 13-06-2015 | La Serena          | Argentina      | 2:1         | Paraguay             | Copa América 2015          | 0     |
| 16-06-2015 | La Serena          | Argentina      | 1:0         | Uruguay              | Copa América 2015          | 0     |
| 20-06-2015 | Viña del Mar       | Argentina      | 1:0         | Jamaica              | Copa América 2015          | 0     |
| 26-06-2015 | Viña del Mar       | Argentina      | (5) 0:0 (4) | Colombia             | Copa América 2015          | 0     |
| 30-06-2015 | Concepción         | Argentina      | 6:1         | Paraguay             | Copa América 2015          | 1     |
| 04-07-2015 | Santiago de Chile  | Chile          | (4) 0:0 (1) | Argentina            | Copa América 2015          | 0     |
| 04-09-2015 | Houston            | Argentina      | 7:0         | Bolivia              | Amistoso                   | 0     |
| 08-09-2015 | Dallas             | Argentina      | 2:2         | México               | Amistoso                   | 0     |
| 13-11-2015 | Buenos Aires       | Argentina      | 1:1         | Brasil               | Clasificación Mundial 2018 | 0     |
| 17-11-2015 | Barranquilla       | Colombia       | 0:1         | Argentina            | Clasificación Mundial 2018 | 0     |
| 24-03-2016 | Santiago de Chile  | Chile          | 1:2         | Argentina            | Clasificación Mundial 2018 | 0     |
| 29-03-2016 | Córdoba            | Argentina      | 2:0         | Bolivia              | Clasificación Mundial 2018 | 0     |
| 27-05-2016 | San Juan           | Argentina      | 1:0         | Honduras             | Amistoso                   | 0     |
| 06-06-2016 | Santa Clara        | Argentina      | 2:1         | Chile                | Copa América 2016          | 0     |
| 11-06-2016 | Chicago            | Argentina      | 5:0         | Panamá               | Copa América 2016          | 0     |
| 18-06-2016 | Foxborough         | Argentina      | 4:1         | Venezuela            | Copa América 2016          | 0     |
| 21-06-2016 | Houston            | Estados Unidos | 0:4         | Argentina            | Copa América 2016          | 0     |
| 26-06-2016 | East Rutherford    | Chile          | (4) 0:0 (2) | Argentina            | Copa América 2016          | 0     |
| 06-09-2016 | Mérida             | Venezuela      | 2:2         | Argentina            | Clasificación Mundial 2018 | 0     |
| 27-03-2018 | Madrid             | España         | 6:1         | Argentina            | Amistoso                   | 0     |
| 30-05-2018 | Buenos Aires       | Argentina      | 4:0         | Haití                | Amistoso                   | 0     |
| 16-06-2018 | Moscú              | Argentina      | 1:1         | Islandia             | Copa Mundial 2018          | 0     |
| 26-06-2018 | San Petersburgo    | Nigeria        | 1:2         | Argentina            | Copa Mundial 2018          | 1     |
| Total |                    | Presencias     | 54          |                      | Goles                      | 3     |

### Resumen estadístico
|                        | Encuentros | Goles | Asistencias | Promedio |
| ---------------------- | ---------- | ----- | ----------- | -------- |
| Primera División       | 203        | 13    | 5           | 0.05     |
| Copas nacionales       | 68         | 6     | 2           | 0.12     |
| Copas internacionales  | 58         | 1     | 1           | 0.06     |
| Selección de Argentina | 61         | 3     | 6           | 0.04     |
| Total                  | 390        | 19    | 14          | 0.05     |

## Palmarés

### Campeonatos nacionales
| Título              | Equipo                  | País       | Año     |
| ------------------- | ----------------------- | ---------- | ------- |
| Primera División    | Estudiantes de La Plata | Argentina  | A-2010  |
| FA Cup              | Manchester United F. C. | Inglaterra | 2015-16 |
| Community Shield    | Manchester United F. C. | Inglaterra | 2016    |
| Copa de la Liga     | Manchester United F. C. | Inglaterra | 2016-17 |
| Copa Argentina      | C. A. Boca Juniors      | Argentina  | 2020    |
| Copa de la Liga     | C. A. Boca Juniors      | Argentina  | 2022    |
| Primera División    | C. A. Boca Juniors      | Argentina  | 2022    |
| Supercopa Argentina | C. A. Boca Juniors      | Argentina  | 2022    |

### Campeonatos internacionales
| Título             | Equipo                  | Sede           | Año     |
| ------------------ | ----------------------- | -------------- | ------- |
| Copa Libertadores  | Estudiantes de La Plata | Belo Horizonte | 2009    |
| UEFA Europa League | Manchester United F. C. | Estocolmo      | 2016-17 |